# Senecio vernalis
Espèce
Synonymes
- Senecio euxinus Minderova[2]
- Senecio polycephalus Ledeb.[2]
- Senecio leucanthemifolius subsp. vernalis (Waldst. & Kit.) Greuter[3]

Statut de conservation UICN

 NE  : Non évalué
Le Séneçon printanier, Senecio vernalis, est une espèce de plante à fleurs de la famille des Asteraceae.

## Liste des sous-espèces
Selon Tropicos (4 février 2020) :
- Senecio vernalis subsp. sosnovskyi V.E. Avet.